# Topolino nel paese dei giganti
Topolino nel paese dei giganti (Giantland) anche conosciuto come Topolino nella terra dei giganti è un film del 1933 diretto da Burt Gillett. È un cortometraggio animato della serie Mickey Mouse, prodotto dalla Walt Disney Productions e uscito negli Stati Uniti il 25 novembre 1933, distribuito dalla United Artists. Il film mostra Topolino mentre ri-racconta la storia di Jack e la pianta di fagioli, dove lui interpreta il personaggio principale e incontra il gigante Rumplewatt.

## Trama
Topolino racconta a un gruppo di orfani una versione alterata di Jack e la pianta di fagioli. Nella storia, Topolino sale sul gambo della pianta e usa una farfalla per raggiungere il castello del gigante. Proprio allora, Topolino vede Rumplewatt che torna a casa. Topolino arriva sul tavolo del gigante attraverso il buco della serratura, e si nasconde nella zuccheriera e poi nel formaggio. Il gigante però si fa un panino con formaggio e mostarda, intrappolando Topolino nella sua bocca. Topolino fa venire il singhiozzo a Rumplewatt, e questo beve dell'acqua facendo quasi finire Topolino nella sua gola. Quando il gigante si mette a fumare la pipa, però, Topolino viene scoperto. Rumplewatt insegue Topolino, che usa il pepe per far starnutire il gigante. L'ultimo starnuto del gigante distrugge parte del castello, e Topolino fugge giù per la pianta di fagioli, inseguito da Rumplewatt. Topolino però arriva prima, e dà fuoco alla pianta. Rumplewatt prova a risalire, ma è troppo tardi. Il gigante cade giù, sprofondando nella terra e atterrando in Cina.

## Distribuzione

### Edizione italiana
Esistono due edizioni italiane del corto. Nel DVD Walt Disney Treasures: Topolino in bianco e nero è stata inclusa l'edizione originale, senza doppiaggio italiano. Quella utilizzata in TV e VHS è invece doppiata in italiano, colorata al computer e presenta dei nuovi titoli di testa e di coda con l'utilizzo della musica sintetizzata.

## Edizioni home video

### VHS
- Topolino pesca guai (settembre 1995)

### DVD
- Walt Disney Treasures: Topolino in bianco e nero (16 aprile 2009)